# Nostima niveivenosa
Nostima niveivenosa är en tvåvingeart som beskrevs av Cresson 1930. Nostima niveivenosa ingår i släktet Nostima och familjen vattenflugor. Inga underarter finns listade i Catalogue of Life.